# Poggio-Mezzana
Poggio-Mezzana (korsisch U Poghju di Tavagna) ist eine Gemeinde im französischen Département Haute-Corse auf der Insel Korsika. Sie gehört zum Kanton Castagniccia im Arrondissement Corte.

## Geografie
Poggio-Mezzana grenzt im Osten an das Tyrrhenische Meer. Nachbargemeinden sind Talasani im Norden, Pero-Casevecchie im Nordwesten, Velone-Orneto im Westen, San-Giovanni-di-Moriani im Südwesten und Santa-Lucia-di-Moriani. Das besiedelte Gebiet liegt durchschnittlich auf 252 Metern über dem Meeresspiegel.

## Bevölkerungsentwicklung
| Jahr      | 1962 | 1968 | 1975 | 1982 | 1990 | 1999 | 2008 | 2012 |
| --------- | ---- | ---- | ---- | ---- | ---- | ---- | ---- | ---- |
| Einwohner | 189  | 194  | 237  | 287  | 360  | 403  | 653  | 626  |

## Sehenswürdigkeiten
- Kirchen Saint-Laurent, Saint-Vitus und Saint-Jean

## Verkehr
Der Bahnhof Mezzana liegt an der Bahnstrecke Bastia–Ajaccio. Nach dort bestehen durchgehende Zugverbindungen.